# 潜在異色
『潜在異色』（せんざいいしき）とは日本テレビが主催するお笑いライブ、また2010年1月16日から3月27日（最終回は1時間スペシャル）まで土曜日24:50 - 25:20に日本テレビで放送されたお笑いバラエティ番組である。ライブの正式タイトルは『LIVE!潜在異色〜見せたことない見せたいワタシ〜』、番組の正式タイトルは『潜在異色〜人気芸人が初めて見せるヒミツの出し物〜』。ハイビジョン制作。

## 概要
- ライブは2008年4月から実施されており、山里亮太（南海キャンディーズ）、田中卓志（アンガールズ）、鈴木拓（ドランクドラゴン）、田村亮（ロンドンブーツ1号2号）が「コンビではなく、個人で新たな自分の一面を披露したい」、「テレビでやれないネタをやりたい」との考えから企画されたもの。（鈴木は一人メンバーを「コンビの地味な方の集まり」程度としか思っていなかったらしい。）その思いに賛同した芸人を交えて新宿シアターブラッツなど都内の劇場で不定期に開催されている。
- 演目は芸人自らが企画したもので、ネタは漫談、漫才、一人コント、ユニットコント、大喜利など多種多様な演目で構成されている。
- 2010年1月3日18:00 - 20:00には日テレプラスにて初めてテレビ放映された。
- ライブが好評であったことから、2010年1月から3月まで日本テレビにてレギュラー放送された。
- 2010年5月にDVD3作品が発売。また大規模なJCBホールでの公演が行われた。
- ライブで人気だった「たりないふたり」は、2012年4月3日から6月19日まで1番組として独立化し、『たりないふたり－山里亮太と若林正恭－』のタイトルで火曜日25:29 - 25:59に放送された。

## 出演

### 「潜在」メンバー
- 山里亮太（南海キャンディーズ）
- 田中卓志（アンガールズ）
- 鈴木拓（ドランクドラゴン）
- 田村亮（ロンドンブーツ1号2号）
- 山本博（ロバート）
- 伊達みきお（サンドウィッチマン）
- 有野晋哉（よゐこ）
- 板倉俊之（インパルス）
- 若林正恭（オードリー）
- 春日俊彰（オードリー）
- 鳥居みゆき

### 特別出演
- 富澤たけし（サンドウィッチマン）
- 高橋健一（キングオブコメディ）
- 佐藤江梨子
- 浜谷健司（ハマカーン）

### ライブのみ出演経験がある芸人
- 日村勇紀（バナナマン）
- 小木博明（おぎやはぎ）

## ネット局
| 放送対象地域   | 放送局           | 放送日時                 | 備考            |
| -------------- | ---------------- | ------------------------ | --------------- |
| 関東広域圏     | 日本テレビ       | 土曜 24時50分 - 25時20分 | 制作局          |
| 北海道         | 札幌テレビ       | 月曜 25時29分 - 25時59分 | 170日遅れ       |
| 岩手県         | テレビ岩手       | 金曜 24時30分 - 25時00分 | 13日遅れ        |
| 宮城県         | ミヤギテレビ     | 水曜 24時29分 - 24時59分 | 11日遅れ        |
| 福島県         | 福島中央テレビ   | 水曜 24時29分 - 24時59分 | 11日遅れ        |
| 近畿広域圏     | 読売テレビ       | 水曜 25時59分 - 27時04分 | 隔週・2回分放送 |
| 香川県・岡山県 | 西日本放送       | 水曜 24時59分 - 25時29分 | 172日遅れ       |
| 長崎県         | 長崎国際テレビ   | 金曜 25時25分 - 25時55分 | 13日遅れ        |
| 鹿児島県       | 鹿児島読売テレビ | 木曜 25時08分 - 25時38分 | 5日遅れ         |

## スタッフ
- 企画演出：安島隆
- ナレーター：小林愛
- 技術：コスモ・スペース
- TP：中野功士
- SW：高橋元弘
- CAM：今野克裕
- MIX：森川哲男
- AUD：日下部厳
- VE：平野和宏
- LD：重松隆博
- モニターシステム：葛生優一
- 編集：松崎猛、八木幹治
- MA：西村善雄、堀辺潤、山下諒、水落洋一郎、長塚洋子
- 音響効果：幾代学（SPOT）
- 美術：橋本昌和
- ホームページ・携帯：松永宏二、松枝和哉
- デザイン：ニイルセン
- CG：神谷渉
- 「潜在異色」製作委員会：小野利恵子、原田由佳、藤岡修、柴田大輔、金井隆治、後藤宏樹、服部完英、伊能健人、近藤貴明
- 編成：鯉渕友康、大山恭平、松隈美和
- 宣伝：友定絋子、大石睦美
- デスク：本郷直
- AP：矢嶋麻実、入江亜紀子
- コーディネーション：片山勝三
- 制作進行：市川竜生
- AD：川畑俊介、吉田修一、八木祥光
- ディレクター：藤田幸伸、水口健司、大崎貴史、平元潤、鈴木康弘、室伏幸太郎
- 演出：新井秀和、諏訪陽介
- コンテンツプロデューサー：植野浩之、高口聖世巨
- プロデューサー：松本浩明／古山晃、佐々木貴幸
- チーフプロデューサー：松崎聡男
- 撮影協力：Studio Cube 326
- 技術協力：インターナショナルクリエイティブ、オムニバス・ジャパン
- 企画制作：日本テレビ
- 制作協力：Sp!ce factory
- 製作著作：「潜在異色」製作委員会（D.N.ドリームパートナーズ、ハピネット）